# Loi sur l'indemnisation des accidents du travail
La loi du 9 avril 1898 est un texte juridique français qui crée un régime spécial d'indemnisation des victimes d'accidents du travail.
Cette loi prend d'abord les conséquences de l'arrêt Teffaine de 1896 qui avait décidé que l'article 1384, al. 1er du Code civil français pouvait s'y appliquer, créant un lourd régime de responsabilité civile que les jurisprudences antérieures n'avaient approché.
La loi du 9 avril 1898 crée alors un régime spécial de responsabilité, en marge des principes définis par le Code civil. Le salarié victime d'un accident du travail peut alors demander une réparation, sans avoir à prouver la faute de son employeur. C'est donc un régime spécial de responsabilité sans faute. L'indemnisation est forfaitaire, suivant un système complexe, ce qui est une limite au principe de droit commun de réparation intégrale du dommage.
Instaurant le régime assurantiel en France, c'est une loi pionnière dans la construction de l'État-Providence.
La loi du 9 avril 1898 a été abrogée par une ordonnance du 19 octobre 1945, mais la loi du 30 octobre 1946 l'a intégré dans l'organisation de la sécurité sociale (CSS, L411-1 jusqu'à L482-5).

## Précisions
En 2001, le système actuel d'indemnisation aux victimes d'accidents du travail et de maladies professionnelles paraît injuste à la Fédération nationale des accidentés du travail et des handicapés (FNATH) :
« Depuis la première loi sur les accidents du travail en 1898, les victimes du travail et de maladies professionnelles ne sont pas indemnisées intégralement. Une personne victime d'un accident du travail va toucher seulement un pourcentage de son salaire antérieur pendant l'arrêt de travail. Une personne frappée d'incapacité à 70 % touchera une rente équivalent à seulement 55 % de son salaire. En cas de décès, les veufs et orphelins touchent une rente dérisoire, de 30 % du salaire. »
En 2009, une avocate au barreau de Paris, spécialiste en droit du travail précise :
« La loi de 1898, qui a mis en place le système de réparation des accidents du travail, a également organisé un principe d’immunité de l’employeur. Cela signifie que, dès lors que l’accident est classé professionnel, la victime perd le droit d’engager la responsabilité (civile ou pénale) de l’employeur pour obtenir la réparation entière de son préjudice. »